# Ryuki Nishimuro
Ryuki Nishimuro (født 2. juni 1993) er en japansk fodboldspiller.
Han har spillet for flere forskellige klubber i sin karriere, herunder Kataller Toyama.